# Руда (притока Сучави)
Руда (рум. Râul Ruda) — річка (довжиною близько 10 км), яка є лівою притокою Сучави.
Витік річки знаходиться на південь від Черепківців Глибоцького району Чернівецької області.
Протікає у південному напрямку, в основному територією Сучавського повіту, через такі населені пункти, як: Байнец, Вікшань, Яз. В районі Дорнешть
знаходиться гирло.